# Люцифер (телесеріал)
Люцифер (англ. Lucifer) — американський телесеріал, заснований на серії коміксів Ніла Ґеймана та Майка Кері «Пісочний чоловік» видавництва «Vertigo». Прем'єра серіалу відбулась 25 січня 2016 року. 7 квітня 2016 року було оголошено про продовження серіалу на другий сезон., а 13 лютого 2017 року — на третій. Прем'єра третього сезону відбулася 2 жовтня 2017 року.
11 травня 2018 року серіал був закритий після трьох сезонів. Шанувальники телесеріалу в соціальних мережах активно просили повернути його, поширюючи гештег #SaveLucifer.
15 червня 2018 року стало відомо, що серіал повернеться на екрани. Це стало можливим завдяки інтернет-компанії Netflix, яка продовжила серіал на 4 сезон — викупивши його у Fox.
8 травня 2019 відбулася прем'єра четвертого сезону.
Прем'єра 5 сезону була запланована на травень 2020, але через пандемію коронавірусу її перенесли на серпень. Сезон розділили на дві частини по 8 серій. Прем'єра першої частини відбулася 21 серпня 2020, а прем'єра другої запланована на початок 2021.
23 червня 2020 стало відомо, що серіал продовжили на фінальний шостий сезон, який вийшов 10 вересня 2021 року..

## Синопсис
Люцифер, ексцентричний Король демонів, засумував на своєму троні і вирішив відвідати Лос-Анджелес, де згодом стає консультантом з розслідувань убивств у місцевому поліцейському управлінні.
| Сезон | Сезон | Епізоди | Дата випуску    | Дата випуску    |
| Сезон | Сезон | Епізоди | Прем'єра сезону | Фінал сезону    |
| ----- | ----- | ------- | --------------- | --------------- |
|       | 1     | 13      | 25 січня 2016   | 25 квітня 2016  |
|       | 2     | 18      | 19 вересня 2016 | 29 травня 2017  |
|       | 3     | 26      | 2 жовтня 2017   | 28 травня 2018  |
|       | 4     | 10      | 9 травня 2019   | 9 травня 2019   |
|       | 5     | 16      | 21 серпня 2020  | 28 травня 2021  |
|       | 6     | 10      | 10 вересня 2021 | 10 вересня 2021 |

## Актори та персонажі
- Том Елліс у ролі Люцифера (Люци) Морнінґстара, Короля демонів, який залишив пекло для того, щоб додати різноманіття до свого життя, працює консультантом детектива Клої Декер, закоханий у неї, але не зізнається про свої почуття;
- Лорен Джерман у ролі Клої Декер, детектива відділу з розслідування убивств, яка співпрацює із Люцифером;
- Кевін Алехандро у ролі Дена Еспінози, детектива відділу з розслідування убивств і колишнього чоловіка Клої та батька її доньки Тріксі, закоханий у Шарлотту;
- Девід Вудсайд у ролі Аменаділа, ангела, якому доручено повернути Люцифера в пекло;
- Леслі-Енн Брандт у ролі Мейзекін, відданої спільниці Люцифера;
- Скарлетт Естевес у ролі Тріксі Еспінози, доньки Клої та Дена, із якою подружився Люцифер;
- Рейчел Гарріс у ролі Лінди Мартін, психологині Люцифера, яка стала найкращою подругою Мейз та дівчиною Аменаділа (3 сезон);
- Кевін Ранкін (1 сезон) у ролі Малкольма, поліцейського, який довгий час був у комі внаслідок стрілянини, свідком якої стала Клої;
- Тріша Гелфер (2-3 сезон) у ролі Шарлотти Річардз — адвокатки, тілом якої «заволоділа» богиня життя — мати Люцифера та Аменаділа (2 сезон), у 3 сезоні Шарлотта працює прокурором та намагається вирішити свої проблеми з пам'яттю;
- Еймі Гарсія у ролі Елли Лопез, нового судмедексперта.
- Том Веллінг (3 сезон) у ролі Маркуса Пірса, лейтенанта.
- Бріанна Гільдебранд (6 сезон) у ролі Аврори «Рорі» Декер-Морнінґстар

## Виробництво

### Створення
16 вересня 2014 року на сайті Deadline з'явилась інформація про те, що телеканал «Fox» розробляє ідею створення телесеріалу про одного із другорядних персонажів серії коміксів Ніла Ґеймана «Піщана людина» — Люцифера. 19 лютого 2015 року офіційно оголошено про виробництво пілотного епізоду. Згідно із заявою, опублікованою в «The Hollywood Reporter», Люцифер у телесеріалі відрізнятиметься від свого аналога, який зображений у коміксах. Автори планують змалювати опис розслідувань у дусі серіалів «CSI: Місце злочину» та «Елементарно», але при цьому не заперечувати надприродність того, що відбувається.
27 лютого 2015 року стало відомо, що автором сценарію пілотного епізоду стане Том Капінос, а режисером і виконавчим продюсером — Лен Вайсман, режисер фільму «Інший світ». Телесеріал замовив 9 травня 2015 року телеканал «Fox».

### Кастинг
27 лютого надійшла інформація, що Том Елліс, зірка телесеріалів «Раш» та «Якось у казці», затверджений на головну роль Люцифера Морнінґстара. Хоча спершу на роль Мейз планувалось взяти Ліну Еско, кастинг на цю роль довелося провести заново. У березні 2015 року роль Мейз отримала Леслі-Енн Брандт; роль детектива поліції Клої, яка стала напарницею Люцифера — Лорен Джерман. Також стало відомо, що Рейчел Гарріс зіграє роль психологині Люцифера, а Девід Вудсайд — ангела Аменаділа.
1 липня 2015 року стало відомо, що після закінчення зйомок пілотного епізоду Кевін Алехандро замінить Ніколаса Гонсалеса в ролі Дена.

## Сприйняття

### Відгуки критиків
Повністю знятий пілотний епізод було показано в липні 2015 року на щорічному міжнародному Комік-коні в Сан-Дієго. Серіал сприйняли позитивно. Ден Віклайн із «Bleeding Cool» похвалив пілотний епізод, зазначивши, що:
|  | Шоу своїми чудовими діалогами і бездоганною грою основного акторського складу приносить багато задоволення… У цій версії Люцифера майже нічого не сприймається серйозно, від чого шоу лиш виграє. Переглядати його було свого роду приємним сюрпризом, що типово для Комік-кону. Оригінальний текст (англ.) Show itself is enjoyabl because of the great dialogues and flawless delivery from its lead. This version of Lucifer refuses to take almost anything seriously and the show is better for it. Watching it was the kind of pleasant surprise that is the hallmark of Comic Con. |

### Петиція
28 травня 2015 року сайт Американської Сімейної Асоціації (АСА) One Million Moms опублікував петицію із вимогою зупинити виробництво «Люцифера» як телесеріалу, який показує диявола із доброї сторони, що, на їхню думку, «ображає християнську віру і є знущанням над святим ученням Біблії»..
До 1 червня 2015 року петиція зібрала 11 000 підписів. У відповідь Ніл Ґейман сказав таке:
|  | Ніби тільки вчора (насправді це було 1991 року) «Турботливі матері Америки» бойкотували «Піщану людину», адже він змальовував ЛГБТ-персонажів. Тоді мова йшла про Ванду, яка турбувала їх найбільше; вона була трансгендером і сам факт її появи в коміксі… Вони сказали нам, що бойкотують «Піщану людину» і так триватиме доти, поки ми не відповімо їм і не пообіцяємо забрати персонажа з коміксів. Цікаво, чи помітили вони, що це не спрацювало ні минулого разу, ні цього… Оригінальний текст (англ.) Ah. It seems like only yesterday (but it was 1991) that the “Concerned Mothers of America” announced that they were boycotting SANDMAN because it contained Lesbian, Gay, Bi and Trans characters. It was Wanda that upset them most: the idea of a Trans Woman in a comic book… They told us they were organising a boycott of SANDMAN, which they would only stop if we wrote to the American Family Association and promised to reform. I wonder if they noticed it didn’t work last time, either… |